# Pityuserne
Pityuserne er en øgruppe inden for den større gruppe Balearerne. Den består af Ibiza, Formentera og talrige mindre og ubeboede klippeøer. Navnet Pityuserne kommer af græsk Nissoi pityussai. Grækerne gav øerne dette navn på grund af de dengang tætte pinjeskove, som dog også var hjemmehørende på alle de andre baleariske øer.
De ca. 150 øer i den baleariske øgruppe opstod samtidigt for ca. 100 millioner år siden under den såkaldte Alpine bjergdannelse, der også er årsag til mange andre, mægtige foldebjerge i Europa som f.eks. Alperne og de andalusiske foldebjerge. De sidstnævnte dannede sammen med de nuværende Baleariske øer et sammenhængende bjergmassiv, som flere millioner år senere blev opsplittet i det spanske fastland og øgruppen.
Øgruppen Pityuserne udgør en del af den selvstyrende region Illes Balears (Baleariske øer), der samler alle Balearerne under en fælles administration. Det er kun øerne Ibiza og Formentera, der har permanent befolkning. Det gælder som på alle de Baleariske øer, at det indfødte sprog er catalansk. Den dialekt, man taler på Pityuserne, kaldes også for Ibizenkisk henholdsvis Formenterensisk.

## Øer i øgruppen
- Ibiza, Formentera, Es Vedrà, Es Vedranell, Sa Galera, Espalmador, Tagomago

## Eksterne links
- vertebradosibericos.org: Kort med navnene på de enkelte øer i Pityuserne (spansk)

38°42′N 1°27′Ø / 38.7°N 1.45°Ø